# 燭光集會
燭光集會又稱燭光晚會，是一種具特定主題的和平示威集體社會活動。
主要以燭光作最主要道具，多在上半夜（即傍晚起至凌晨）舉行。也因為點燃白色的洋燭及小火光的缘故，因此稱這類的集會為燭光集會，相對於一般遊行或是示威等群眾運動來說，燭光集會多辦具備較為溫馨的性質。隨著智慧型手機的普遍，燭光也可能以手機的LCD觸控螢幕或者閃光燈發光取代。集會多以記念某些節日、社會現象、歷史事件或者悼念為主題，人群聚集在球場、草地或廣場一角。晚會中有記念的目標人物及事件；為營造特定氣氛，場地多有佈景、有橫額、有主題音樂及背景音樂、主辦單位有講話，甚至喊口號等，但燭光晚會前後較少以遊行活動接續。

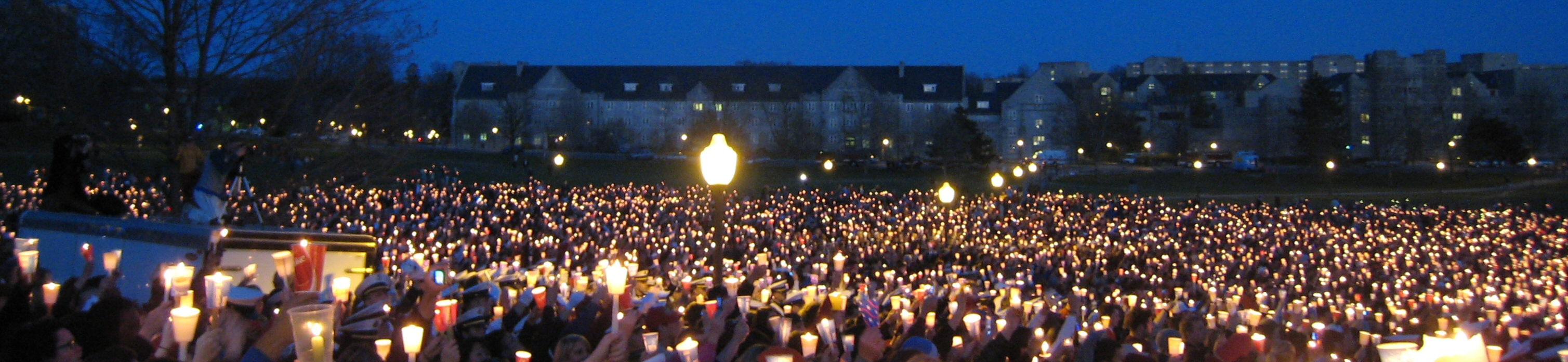
維吉尼亞理工大學校園槍擊案發生後，學生舉行燭光集會悼念。